# Scolecocampa porrecta
Scolecocampa porrecta är en fjärilsart som beskrevs av Walker 1863. Scolecocampa porrecta ingår i släktet Scolecocampa och familjen nattflyn. Inga underarter finns listade.